# ポール・タファネル
クロード・ポール・タファネル（Claude Paul Taffanel, 1844年9月16日 ボルドー - 1908年11月22日 パリ）は、フランスのフルート奏者、作曲家。フルートのフランス楽派の創始者であり、20世紀におけるフルートの演奏指導において主流となる教本を上梓した。 また、指揮者としても活躍した。

## 略歴
ポール・タファネルは、9歳で父からフルートの手ほどきを受け、その翌年にはコンサートを開くに至った。パリ音楽院でルイ・ドリュの指導のもとに学び、1860年に卒業した。16歳で演奏コンクールで優勝し、以来30年にわたってソリストとして活躍した。作曲家としては音楽で国民性を表現しようとした世代（国民楽派）に属している。

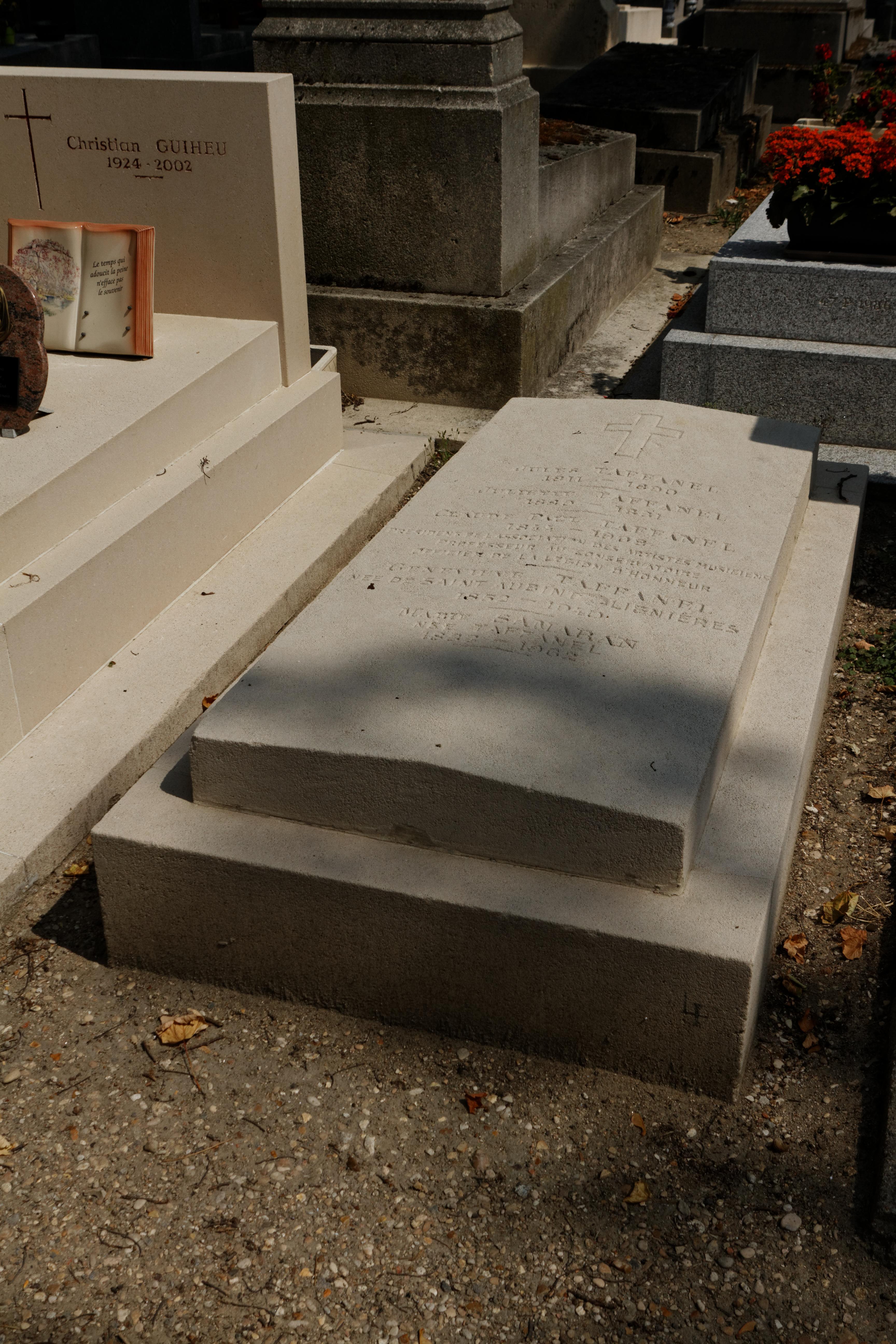
ペール・ラシェーズ墓地のタファネルの墓

タファネルは遺作となる『17のメカニズム日課大練習』を残し、死後に2人の弟子、ルイ・フルーリとフィリップ・ゴーベールによって完成された。この教本は、今日までフルートの最も有名な教本として世界中で使われている。